# Opération Mural
L’Opération Mural fut une action clandestine initiée par le Mossad, l'agence de renseignement d'Israël, pour permettre à des enfants juifs de quitter le Maroc dans une période où le gouvernement marocain l'interdisait.

## Contexte
Après avoir obtenu son indépendance de la France en 1956, le premier gouvernement du Maroc indépendant interdit à sa population juive de quitter le territoire par le refus d'accorder des passeports. En réponse, le gouvernement d'Israël chargea le Mossad de faciliter leur émigration en utilisant des moyens clandestins. Des départs par bateaux furent d'abord organisés, interrompus en 1961 après la catastrophe du Egoz, un bateau transportant 44 migrants, qui a chaviré et noyé tous ses passagers.

## Opération Mural
Une nouvelle approche fut alors mise en œuvre. Avec la collaboration de l’antenne suisse de l'Œuvre de secours aux enfants (OSE), il fut proposé au gouvernement du royaume de permettre à des enfants marocains de venir passer des vacances en Suisse. Des agents du Mossad ont ensuite cherché dans la communauté juive des familles intéressées : une fois en Suisse, leurs enfants seraient dirigés vers Israël plutôt que de retourner au Maroc.
En 1961, David Littman se porta volontaire pour la mission, engagé par l'Agence juive, et ignorant l'implication du Mossad,. Entre mars et juillet 1961, se disant chrétien, ainsi que sa fille et sa femme (plus tard célèbre sous le nom de Bat Ye'or), Littman créa à Casablanca un bureau de l'association basée à Genève, qu'il appela l’Œuvre de secours aux enfants de l'Afrique du Nord (OSSEAN),,. Son propre nom de guerre était "Mural", d'où le nom de sa mission. Après plusieurs mois de négociation, du 26 juin au 24 juillet 1961 Littman fit partir cinq convois d'enfants pour de supposées vacances en Suisse, et lui-même accompagna le dernier convoi. Une fois en Suisse, les enfants partirent pour Israël,,. Au total, il a permis à 530 enfants d'aller en Israël,, où leurs familles purent les rejoindre plusieurs années plus tard.
Les départs en vacances avaient eu l'accord des autorités marocaines, qui délivrèrent des «passeports collectifs» spéciaux. La supercherie ne fut pas découverte par les autorités avant le départ des enfants. Le succès fut complet, et même ce furent les derniers départs clandestins, car quelques mois plus tard le roi Hassan II fit abroger l'interdiction faite aux Juifs de quitter le territoire. Il accepta même un accord secret avec le gouvernement d'Israël qui permit l'exode de 100 000 Juifs entre 1962 et 1964 : l'Opération Yakhin.
Durant la mise en œuvre, deux agents du Mossad, Gad Shahar et Pinhas Katsir, allaient de maison en maison à Casablanca pour persuader des parents de permettre à leurs enfants d'aller en Israël sans eux, avec le risque que les autorités marocaines s'en aperçoivent. Selon Shahar, « Tout au long de l'opération, il (Littman) ne savait pas qu'il travaillait pour le Mossad. Il pensait travailler pour l'Agence juive et que les nombreux enfants et parents, qui frappaient à la porte de son bureau à Casablanca, venaient en réponse à des annonces publiées dans la presse marocaine. En fait, très peu avaient vu ces annonces, elles servaient surtout de couverture. Les parents et les enfants venaient à cause de notre travail clandestin. »

## Prolongements
En 1984, un article sur cette opération a été publié par Shmuel Segev dans le magazine Maariv.
En 1986, pour le 25e anniversaire de l'Opération Mural, les enfants devenus adultes se sont réunis à Ashkelon en présence des époux Littman, auxquels fut remis une décoration pour leur exploit. Loué la même année par le président Haïm Herzog et Shimon Peres, premier ministre, qui lui remit le prix Mimouna,. 
En 2004, Littman a reçu un diplôme de reconnaissance par le ministre de la Défense, Shaul Mofaz, à Beit Lavron, Ashdod, le jour du Souvenir pour le réseau clandestin d'Afrique du Nord. 
Un film documentaire sur l'opération, de Yehuda Kaveh (he), tourné au Maroc sur les lieux mêmes et en présence de Littman, est sorti en 2007 et a été diffusé à trois reprises sur Channel 1, la chaîne nationale israélienne, puis à la télévision canadienne-française et dans une douzaine de festivals cinématographiques.
Le 1er juin 2008, Shimon Peres, comme président d'Israël, a de nouveau honoré David Littman lors d'une commémoration spéciale, ainsi que sa femme et sa famille et d'anciens agents du Mossad ayant joué un rôle déterminant. Dans sa brève allocution, Peres a déclaré :
« Certes, c'est une cérémonie tardive, mais cela ne retire rien à sa valeur, car ce que vous avez fait tient toujours debout, le temps ne l'affecte pas. Je pense que le sauvetage de 530 enfants est, sans doute, l'expérience la plus bouleversante qu'un homme puisse avoir. Nous disons en hébreu : « Celui qui sauve une vie sauve toute l'humanité. » Mais si vous sauvez 530 enfants, alors c'est vraiment inoubliable. Je tiens à exprimer, au nom de notre peuple, de notre nation, notre reconnaissance pour votre courage, votre sagacité et votre détermination dans des conditions extrêmement difficiles. »
Un an plus tard, le 1er juillet 2009, Littman a  encore été honoré par l’Israel Intelligence Heritage and Commemoration Centre (MLM) lors d'une cérémonie où lui a été conféré l'ordre des "Heros du Silence", qu'il est la 9e personne à recevoir depuis 1985. 
En mars 2009, Le Soir Échos, un journal de Casablanca, a interviewé Littman ; le public marocain put alors, pour la première fois, prendre connaissance de l'histoire de l'Opération Mural.